# Raddusa

Localització de Raddusa dins de Catània

Raddusa (sicilià Raddusa) és un municipi italià, dins de la ciutat metropolitana de Catània. L'any 2008 tenia 3.256 habitants. Limita amb els municipis d'Aidone (EN), Assoro (EN), Piazza Armerina (EN), Castel di Iudica i Ramacca.

## Administració
| Període | Identitat      | Partit |
| ------- | -------------- | ------ |
| 2006-   | Cosimo Marotta | DS     |